# Amata amoenaria
Amata amoenaria là một loài bướm đêm thuộc phân họ Arctiinae, họ Erebidae.